# División de Honor femenina de balonmano 1995-96
La División de Honor femenina de balonmano 1995-1996 fue la trigésimo novena edición de la División de Honor Española. Se proclamó campeón el Mar Osito L'Eliana. 

## Sistema de competición
Los 16 equipos participantes se dividieron en grupos de 8 y se jugó por el sistema de liga, todos contra todos, a doble vuelta dentro de cada grupo.
Tras la primera fase, se establecieron dos grupos, uno por el título y otro por la permanencia.

### Grupo por el título
Los cuatro primeros equipos clasificados de cada grupo de la primera fase formaron un grupo de ocho equipos. Se jugó bajo un sistema de liga a doble vuelta.
La clasificación final obtenida en la fase anterior daba un baremo de puntos, que era con los que se empezaba la segunda vuelta: el primer clasificado, 4 puntos; el segundo, 3 puntos; el tercero, 2 puntos y el cuarto clasificado pasaba con un punto. Es decir, no se tenían en cuenta los resultados habidos entre los equipos del mismo grupo de la 1ª. Fase.

### Grupo por la permanencia
Los equipos clasificados 5º, 6°, 7º y 8º de cada grupo de la primera fase formaron un grupo de ocho equipos y se jugó bajo el sistema de liga a doble vuelta (todos contra todos), teniendo en cuenta las mismas premisas iniciales que en el Grupo por el Título.

### Descensos
Descendieron automáticamente los dos últimos clasificados en el grupo por la permanencia, además del Balonmano 2000 Erandio. Promocionaron para la permanencia el 3º, 4º y 5º clasificado contra tres equipos de Primera División.

## Clasificación
| Pos. | Equipo                   | J  | G  | E | P  | GF  | GC  | P  | Dif  |
| ---- | ------------------------ | -- | -- | - | -- | --- | --- | -- | ---- |
| 1    | C.Bm. Mar Osito L'Eliana | 14 | 14 | 0 | 0  | 456 | 216 | 28 | 240  |
| 2    | Corteblanco Bidebieta    | 14 | 12 | 0 | 2  | 349 | 250 | 24 | 99   |
| 3    | Arrate Amaña             | 14 | 8  | 2 | 4  | 258 | 234 | 18 | 24   |
| 4    | Tahiche Costa Teguise    | 14 | 8  | 1 | 5  | 298 | 267 | 15 | 34   |
| 5    | Caja Cantabria Clubasa   | 14 | 4  | 1 | 9  | 287 | 333 | 9  | -46  |
| 6    | Bansander                | 14 | 3  | 0 | 11 | 213 | 370 | 6  | -157 |
| 7    | Oberena                  | 14 | 4  | 0 | 10 | 257 | 334 | 8  | -77  |
| 8    | Hernani ET               | 14 | 1  | 0 | 13 | 208 | 322 | 2  | -114 |

| Pos. | Equipo                        | J  | G  | E | P  | GF   | GC  | P  | Dif  |
| ---- | ----------------------------- | -- | -- | - | -- | ---- | --- | -- | ---- |
| 1    | At. Valencia Urbana           | 14 | 14 | 0 | 0  | 455  | 222 | 28 | 233  |
| 2    | CM Leganés Alcampo            | 14 | 11 | 0 | 3  | 3699 | 271 | 22 | 98   |
| 3    | Bm. Fem. Elda Prestigio       | 14 | 10 | 0 | 4  | 359  | 303 | 20 | 56   |
| 4    | Bm. Elche Parque Industrial   | 14 | 9  | 0 | 5  | 353  | 313 | 18 | 40   |
| 5    | Vanyera Remudas IGC           | 14 | 5  | 1 | 8  | 295  | 352 | 11 | -57  |
| 6    | Unión Alicantina              | 14 | 3  | 1 | 10 | 290  | 386 | 7  | -96  |
| 7    | Bm. 2000 Erandio              | 14 | 2  | 0 | 12 | 268  | 379 | 4  | -111 |
| 8    | Bm. Fem. Málaga Costa del Sol | 14 | 1  | 0 | 13 | 259  | 422 | 2  | -163 |

| Pos. | Equipo                      | J  | G  | E | P  | GF  | GC  | P  | Dif |
| ---- | --------------------------- | -- | -- | - | -- | --- | --- | -- | --- |
| 1    | C.Bm. Mar Osito L'Eliana    | 14 | 14 | 0 | 0  | 414 | 267 | 32 | 147 |
| 2    | At. Valencia Urbana         | 14 | 11 | 0 | 3  | 359 | 283 | 26 | 76  |
| 3    | Bm. Fem. Elda Prestigio     | 14 | 9  | 0 | 5  | 301 | 309 | 20 | -8  |
| 4    | Corteblanco Bidebieta       | 14 | 6  | 1 | 7  | 304 | 310 | 16 | -6  |
| 5    | CM Leganés Alcampo          | 14 | 6  | 0 | 8  | 317 | 309 | 15 | +8  |
| 6    | Arrate Amaña                | 14 | 4  | 1 | 9  | 267 | 310 | 11 | -43 |
| 7    | Bm. Elche Parque Industrial | 14 | 2  | 1 | 11 | 296 | 388 | 6  | -92 |
| 8    | Tahiche Costa Teguise       | 14 | 2  | 1 | 11 | 286 | 368 | 6  | -82 |

| Pos. | Equipo                        | J  | G  | E | P  | GF  | GC  | P  | Dif |
| ---- | ----------------------------- | -- | -- | - | -- | --- | --- | -- | --- |
| 1    | Caja Cantabria Clubasa        | 14 | 11 | 3 | 0  | 363 | 251 | 29 | 112 |
| 2    | Vanyera Remudas IGC           | 14 | 11 | 3 | 0  | 301 | 265 | 24 | 36  |
| 3    | Oberena                       | 14 | 7  | 2 | 5  | 248 | 239 | 19 | 9   |
| 4    | Hernani ET                    | 14 | 9  | 0 | 5  | 284 | 274 | 19 | 10  |
| 5    | Bansander                     | 14 | 7  | 2 | 5  | 302 | 294 | 18 | 8   |
| 6    | Bm. 2000 Erandio              | 14 | 4  | 1 | 9  | 151 | 283 | 11 | -32 |
| 7    | Unión Alicantina              | 14 | 3  | 0 | 11 | 253 | 324 | 9  | -71 |
| 8    | Bm. Fem. Málaga Costa del Sol | 14 | 1  | 0 | 13 | 278 | 350 | 3  | -72 |

## Promoción por el ascenso
Para ascender a la División de Honor o permanecer en la misma se enfrentaron los equipos del Oberena, Hernani ET y Bansander con los equipos de Primera División Vicar Goya Costa de Almería, CD Sagunto REE y el Balonmano Porriño Terrazos Riego. Los equipos de División de Honor mantienen la categoría.

## Acceso a competiciones europeas
| Equipo                   | Pos. | Competición      |
| ------------------------ | ---- | ---------------- |
| C.Bm. Mar Osito L'Eliana | 1    | Copa de Europa   |
| Corteblanco Bidebieta    | 4    | Recopa de Europa |
| At. Valencia Urbana      | 2    | Copa EHF         |
| Bm. Fem. Elda Prestigio  | 3    | City Cup         |

## Máximas goleadores por equipo
| Jugadora            | Goles | Equipo                        |
| ------------------- | ----- | ----------------------------- |
| Cristina Gómez      | 150   | C.Bm. Mar Osito L'Eliana      |
| Lenus Ciubotaru     | 187   | At. Valencia Urbana           |
| Ekaterina Sergueeva | 171   | Bm. Fem. Elda Prestigio       |
| Mónica Iacob        | 103   | Corteblanco Bidebieta         |
| Eugenia Blas        | 150   | CM Leganés Alcampo            |
| Lidia Sánchez       | 142   | Arrate Amaña                  |
| Lilia Mitchourina   | 151   | Bm. Elche Parque Industrial   |
| Raquel Vizcaíno     | 154   | Tahiche Costa Teguise         |
| Rossitza            | 223   | Caja Cantabria Clubasa        |
| Gemma Luján         | 150   | Vanyera Remudas IGC           |
| Maite Morales       | 102   | Oberena                       |
| Maider Tolosa       | 126   | Hernani ET                    |
| Filopteia Danilof   | 143   | Bansander                     |
| Susana Fraile       | 104   | Bm. 2000 Erandio              |
| Eva Courig          | 96    | Unión Alicantina              |
| Noelia Oncina       | 156   | Bm. Fem. Málaga Costa del Sol |